# بولدوا
بولدوا (به مجاری:  Boldva) یک شهرداری در مجارستان است که در ناحیه ادلنی واقع شده‌است. بولدوا ۲۸٫۳۴ کیلومتر مربع مساحت و ۲٬۴۷۱ نفر جمعیت دارد.